# 玛丽梅·巴迪亚内
玛丽梅·巴迪亚内（法語：Marième Badiane，1994年11月24日—），法国女子篮球运动员，2019年欧洲女子篮球锦标赛银牌得主、2023年欧洲女子篮球锦标赛铜牌得主、2024年夏季奥林匹克运动会女子银牌得主。